# Spezia Calcio 2014-2015
Questa voce raccoglie le informazioni riguardanti lo Spezia Calcio nelle competizioni ufficiali della stagione 2014-2015.

## Stagione
Nella stagione 2014-2015 lo Spezia ha disputato il ventiduesimo campionato di Serie B della sua storia. Allenato dal croato Nenad Bjelica ottiene 33 punti nel girone di andata e 34 nel girone di ritorno, con 67 punti totali gli aquilotti si piazzano in quinta posizione. Salgono direttamente Carpi e Frosinone. Lo Spezia gioca il turno preliminare dei Play-off contro l'Avellino, gli basta un pari per approdare alle semifinali, ma al Picco perde (1-2) salutando la promozione, che arride al Bologna vincitore dei Play-off. Miglior marcatore stagionale dei bianconeri è stato il reggiano Andrea Catellani che con 19 reti ha vinto il titolo di capocannoniere di Serie B, condiviso con Granoche del Modena e Cocco del Vicenza. Nella Coppa Italia Tim Cup lo Spezia nel secondo turno supera (1-0) il Lecce, nel terzo turno incrocia il Perugia che lo elimina, battendolo (2-1) dopo i tempi supplementari.

## Divise e sponsor
Il fornitore ufficiale di materiale tecnico per la stagione 2014-2015 è stato Lotto.
| 1ª divisa | 2ª divisa | 3ª divisa |

## Organigramma societario
Area direttiva
- Presidente onorario: Gabriele Volpi
- Presidente: Matteo Volpi
- Vice presidenti: Angiolino Barreca, Andrea Corradino
- Direttore Generale Umberto Marino
- Segretario generale: Marco Semprini
- Delegato sicurezza: Matteo Sanna
- Responsabile Area Comunicazione: Leonar Pinto
- Ufficio Stampa: Gianluca Parenti
- Ufficio Marketing: Lorenzo Ferretti e Niccolò Gabarello
- Responsabile Amministrativo: Luigi Micheli
- Responsabile Settore Giovanile: Pietro Fusco

Area tecnica
- Allenatore: Nenad Bjelica
- Allenatore in seconda: Renè Poms
- Direttore sportivo: Guido Angelozzi
- Preparatore dei portieri: Maurizio Rollandi
- Preparatore atletico: Francesco Delmorgine
- Team Manager: Nazario Pignotti

Area sanitaria
- Responsabile sanitario: Marco Salvucci
- Medico sociale: Giampaolo Poletti
- Recupero infortunati: Luca Picasso

## Rosa
| N. |                       | Ruolo | Calciatore             |
| -- | --------------------- | ----- | ---------------------- |
| 1  | Argentina (bandiera)  | P     | Leandro Chichizola     |
| 22 | Italia (bandiera)     | P     | Timothy Nocchi         |
| 5  | Italia (bandiera)     | D     | Matteo Bianchetti      |
| 5  | Italia (bandiera)     | D     | Luca Ceccarelli        |
| 6  | Italia (bandiera)     | D     | Pietro Ceccaroni       |
| 20 | Croazia (bandiera)    | D     | Niko Datković          |
| 3  | Italia (bandiera)     | D     | Filippo De Col         |
| 11 | Spagna (bandiera)     | D     | Antonio Luna Rodríguez |
| 2  | Italia (bandiera)     | D     | Nicola Madonna         |
| 25 | Croazia (bandiera)    | D     | Mato Miloš             |
| 17 | Italia (bandiera)     | D     | Francesco Migliore     |
| 31 | Italia (bandiera)     | D     | Felice Piccolo         |
| 26 | Argentina (bandiera)  | D     | Nahuel Valentini       |
| 4  | Italia (bandiera)     | C     | Gennaro Acampora       |
| 29 | Montenegro (bandiera) | C     | Marko Bakić            |
| 28 | Italia (bandiera)     | C     | Simone Bastoni         |
| 30 | Croazia (bandiera)    | C     | Josip Brezovec         |
| 7  | Spagna (bandiera)     | C     | Miguel de las Cuevas   |

| N. |                                 | Ruolo | Calciatore             |
| -- | ------------------------------- | ----- | ---------------------- |
| 24 | Italia (bandiera)               | C     | Roberto Gagliardini    |
| 8  | Spagna (bandiera)               | C     | Juande                 |
| 32 | Bosnia ed Erzegovina (bandiera) | C     | Zoran Kvržić           |
| 27 | Argentina (bandiera)            | C     | Emanuel Rivas          |
| 7  | Italia (bandiera)               | C     | Paolo Sammarco         |
| 23 | Italia (bandiera)               | C     | Pasquale Schiattarella |
| 23 | Serbia (bandiera)               | C     | Alen Stevanović        |
| 27 | Croazia (bandiera)              | C     | Dario Čanađija         |
| 15 | Croazia (bandiera)              | C     | Antonini Čulina        |
| 18 | Croazia (bandiera)              | C     | Mario Šitum            |
| 11 | Italia (bandiera)               | A     | Matteo Ardemagni       |
| 10 | Italia (bandiera)               | A     | Andrea Catellani       |
| 14 | Italia (bandiera)               | A     | Juri Cisotti           |
| 13 | Italia (bandiera)               | A     | Patrick Ciurria        |
| 21 | Nigeria (bandiera)              | A     | Osarimen Ebagua        |
| 9  | Italia (bandiera)               | A     | Niccolò Giannetti      |
| 21 | Brasile (bandiera)              | A     | Nenê                   |
| 19 | Nigeria (bandiera)              | A     | Sadiq Umar             |

## Risultati

### Serie B

#### Girone di andata
| Arbitro: | Pinzani (Empoli) |

|                              |           |               |
| Corti 67’ Falcone 77’ (rig.) | Marcatori | 75’ Catellani |

| Arbitro: | Pairetto (Nichelino) |

|                             |           |                       |
| Ebagua 7’ (rig.) Čulina 30’ | Marcatori | 11’ (rig.) D. Ciofani |

| Avellino 13 settembre 2014, ore 15:00 CEST 3ª giornata | Avellino            | 0 – 0 referto | Spezia | Stadio Partenio-Adriano Lombardi (6 500 spett.)\| Arbitro: \| Gavillucci (Latina) \| |
| Arbitro:                                               | Gavillucci (Latina) |               |        |                                                                                      |

| Arbitro: | Pasqua (Tivoli) |

|               |           |  |
| Catellani 38’ | Marcatori |  |

| Arbitro: | Candussio (Cervignano del Friuli) |

|                      |           |                       |
| Catellani 90’ (rig.) | Marcatori | 45’ Bianco 60’ Concas |

| Arbitro: | La Penna (Roma) |

|                            |           |  |
| Schiavone 69’ Granoche 70’ | Marcatori |  |

| Arbitro: | Fabbri (Ravenna) |

|                       |           |  |
| Šitum 14’ Cisotti 86’ | Marcatori |  |

| Arbitro: | Di Paolo (Avezzano) |

|                   |           |  |
| Marchi 72’ (rig.) | Marcatori |  |

| Arbitro: | Baracani (Firenze) |

|                                        |           |  |
| Brezovec 23’ Catellani 44’ (rig.), 86’ | Marcatori |  |

| Arbitro: | Gavillucci (Latina) |

|  |           |               |
|  | Marcatori | 46’ Catellani |

| Arbitro: | Saia (Palermo) |

|            |           |              |
| Ebagua 90’ | Marcatori | 21’ Paolucci |

| Arbitro: | Mariani (Aprilia) |

|                       |           |                    |
| Ceccarelli 76’ (aut.) | Marcatori | 34’, 90’ Valentini |

| Arbitro: | Nasca (Bari) |

|                          |           |           |
| Ebagua 42’ Giannetti 47’ | Marcatori | 77’ Ciano |

| Terni 16 novembre 2014, ore 15:00 CET 14ª giornata | Ternana          | 0 – 0 referto | Spezia | Stadio Libero Liberati (3 858 spett.)\| Arbitro: \| Abisso (Palermo) \| |
| Arbitro:                                           | Abisso (Palermo) |               |        |                                                                         |

| Arbitro: | Chiffi (Padova) |

|                |           |           |
| F. Piccolo 90’ | Marcatori | 47’ Cacia |

| Arbitro: | Di Paolo (Avezzano) |

|                                               |           |                                   |
| Barillà 84’ Nadarević 87’ Terlizzi 90’ (rig.) | Marcatori | 68’ (rig.) Catellani 89’ Brezovec |

| La Spezia 6 dicembre 2014, ore 15:00 CET 17ª giornata | Spezia            | 0 – 0 referto | Cittadella | Stadio Alberto Picco (5 753 spett.)\| Arbitro: \| Sacchi (Macerata) \| |
| Arbitro:                                              | Sacchi (Macerata) |               |            |                                                                        |

| Arbitro: | Baracani (Firenze) |

|  |           |          |
|  | Marcatori | 2’ Šitum |

| Arbitro: | Minelli (Varese) |

|                  |           |  |
| Lores Varela 89’ | Marcatori |  |

| Arbitro: | Abisso (Palermo) |

|                                  |           |                                          |
| Giannetti 12’ Catellani 29’, 43’ | Marcatori | 32’ Grossi 36’ A. Piccolo 61’ Monachello |

| Arbitro: | Mariani (Aprilia) |

|  |           |                                             |
|  | Marcatori | 56’ Bakić 83’ (rig.) Catellani 90’ Čanađija |

#### Girone di ritorno
| Arbitro: | Gavillucci (Latina) |

|               |           |             |
| Giannetti 89’ | Marcatori | 79’ Falcone |

| Arbitro: | Candussio (Cervignano del Friuli) |

|                |           |                 |
| D. Ciofani 18’ | Marcatori | 55’ Gagliardini |

| Arbitro: | Pasqua (Tivoli) |

|  |           |             |
|  | Marcatori | 9’ Bittante |

| Arbitro: | Maresca (Napoli) |

|                   |           |  |
| Sforzini 76’, 86’ | Marcatori |  |

| Carpi 14 febbraio 2015, ore 15:00 CET 26ª giornata | Carpi            | 0 – 0 referto | Spezia | Stadio Sandro Cabassi (2 844 spett.)\| Arbitro: \| Fabbri (Ravenna) \| |
| Arbitro:                                           | Fabbri (Ravenna) |               |        |                                                                        |

| Arbitro: | Aureliano (Bologna) |

|                             |           |                      |
| Nenê 34’, 90’ Giannetti 87’ | Marcatori | 9’ Fedato 62’ Zoboli |

| Arbitro: | Mariani (Aprilia) |

|                         |           |                              |
| Verre 38’ Ardemagni 44’ | Marcatori | 53’ (aut.) Edoardo Goldaniga |

| Arbitro: | Minelli (Varese) |

|                                                                            |           |                        |
| Datković 40’ Šitum 41’ Brezovec 53’ de las Cuevas 55’ Catellani 78’ (rig.) | Marcatori | 14’, 38’ (rig.) Marchi |

| Arbitro: | Manganiello (Torino) |

|                        |           |                           |
| Maniero 52’ Calaiò 90’ | Marcatori | 72’ Datković 89’ Migliore |

| Arbitro: | Maresca (Napoli) |

|                                       |           |  |
| Giannetti 51’ Catellani 54’ Šitum 64’ | Marcatori |  |

| Arbitro: | Abisso (Palermo) |

|              |           |                            |
| Oduamadi 65’ | Marcatori | 8’ Giannetti 63’ Catellani |

| Arbitro: | Candussio (Cervignano del Friuli) |

|                             |           |                            |
| Brezovec 45’ Stevanović 80’ | Marcatori | 33’ Melchiorri 56’ Brugman |

| Arbitro: | Pezzuto (Lecce) |

|                 |           |  |
| Padovan 8’, 56’ | Marcatori |  |

| Arbitro: | Pairetto (Nichelino) |

|  |           |              |
|  | Marcatori | 63’ Avenatti |

| Bologna 18 aprile 2015, ore 15:00 CEST 36ª giornata | Bologna          | 0 – 0 referto | Spezia | Stadio Renato Dall'Ara (18 148 spett.)\| Arbitro: \| Fabbri (Ravenna) \| |
| Arbitro:                                            | Fabbri (Ravenna) |               |        |                                                                          |

| Arbitro: | Minelli (Varese) |

|                                      |           |  |
| Catellani 17’ (rig.), 71’ Kvržić 34’ | Marcatori |  |

| Arbitro: | Pinzani (Empoli) |

|            |           |                                |
| Kupisz 35’ | Marcatori | 54’ (rig.), 73’, 89’ Catellani |

| Arbitro: | Saia (Palermo) |

|                                                         |           |                     |
| Nenê 6’ Datković 45’ Catellani 55’ Di Cesare 60’ (aut.) | Marcatori | 33’ And. Caracciolo |

| La Spezia 9 maggio 2015, ore 15:00 CEST 40ª giornata | Spezia           | 0 – 0 referto | Vicenza | Stadio Alberto Picco (7 855 spett.)\| Arbitro: \| Maresca (Napoli) \| |
| Arbitro:                                             | Maresca (Napoli) |               |         |                                                                       |

| Arbitro: | Fabbri (Ravenna) |

|  |           |                         |
|  | Marcatori | 45’ Šitum 90’ Giannetti |

| Arbitro: | Manganiello (Pinerolo) |

|          |           |  |
| Nenê 62’ | Marcatori |  |

### Play-off

#### Quarti di finale
| Arbitro: | Gavillucci (Latina) |

|              |           |                   |
| Brezovec 71’ | Marcatori | 40’ Zito 96’ Comi |

### Coppa Italia

#### Secondo turno
| Arbitro: | Gavillucci (Latina) |

|            |           |  |
| De Col 86’ | Marcatori |  |

#### Terzo turno
| Arbitro: | Russo (Nola) |

|                          |           |            |
| Rabušic 86’ Parigini 94’ | Marcatori | 25’ Ebagua |

## Statistiche

### Statistiche di squadra
| Competizione | Punti | In casa | In casa | In casa | In casa | In casa | In casa | In trasferta | In trasferta | In trasferta | In trasferta | In trasferta | In trasferta | Totale | Totale | Totale | Totale | Totale | Totale | DR  |
| Competizione | Punti | G       | V       | N       | P       | Gf      | Gs      | G            | V            | N            | P            | Gf           | Gs           | G      | V      | N      | P      | Gf     | Gs     | DR  |
| ------------ | ----- | ------- | ------- | ------- | ------- | ------- | ------- | ------------ | ------------ | ------------ | ------------ | ------------ | ------------ | ------ | ------ | ------ | ------ | ------ | ------ | --- |
| Serie B      | 67    | 21      | 11      | 7       | 3       | 38      | 19      | 21           | 7            | 6            | 8            | 21           | 21           | 42     | 18     | 13     | 11     | 59     | 40     | +19 |
| Play-off     |       | 1       | 0       | 0       | 1       | 1       | 2       | –            | –            | –            | –            | –            | –            | 1      | 0      | 0      | 1      | 1      | 2      | -1  |
| Coppa Italia |       | 1       | 1       | 0       | 0       | 1       | 0       | 1            | 0            | 0            | 1            | 1            | 2            | 2      | 1      | 0      | 1      | 2      | 2      | 0   |
| Totale       |       | 23      | 12      | 7       | 4       | 39      | 21      | 22           | 7            | 6            | 9            | 22           | 23           | 45     | 19     | 13     | 13     | 62     | 44     | +18 |

### Statistiche dei giocatori
| Giocatore         | Serie B  | Serie B | Serie B     | Serie B    | Play-off | Play-off | Play-off    | Play-off   | Coppa Italia | Coppa Italia | Coppa Italia | Coppa Italia | Totale   | Totale | Totale      | Totale     |
| Giocatore         | Presenze | Reti    | Ammonizioni | Espulsioni | Presenze | Reti     | Ammonizioni | Espulsioni | Presenze     | Reti         | Ammonizioni  | Espulsioni   | Presenze | Reti   | Ammonizioni | Espulsioni |
| ----------------- | -------- | ------- | ----------- | ---------- | -------- | -------- | ----------- | ---------- | ------------ | ------------ | ------------ | ------------ | -------- | ------ | ----------- | ---------- |
| G. Acampora       | 13       | 0       | 2           | 0          | -        | -        | -           | -          | -            | -            | -            | -            | 13       | 0      | 2           | 0          |
| M. Ardemagni      | 8        | 0       | 1           | 0          | -        | -        | -           | -          | 2            | 0            | 0            | 0            | 10       | 0      | 1           | 0          |
| M. Bakić          | 21       | 1       | 6           | 0          | -        | -        | -           | -          | 2            | 0            | 0            | 0            | 23       | 1      | 6           | 0          |
| M. Bianchetti     | 12       | 0       | 2           | 1          | 1        | 0        | 0           | 0          | -            | -            | -            | -            | 13       | 0      | 2           | 1          |
| J. Brezovec       | 33       | 5       | 12          | 0          | 1        | 1        | 1           | 0          | -            | -            | -            | -            | 34       | 6      | 13          | 0          |
| A. Catellani      | 37       | 19      | 8           | 0          | 1        | 0        | 0           | 0          | 2            | 0            | 0            | 0            | 40       | 19     | 8           | 0          |
| L. Ceccarelli     | 20       | 0       | 8           | 1          | -        | -        | -           | -          | 2            | 0            | 2            | 0            | 22       | 0      | 10          | 1          |
| P. Ceccaroni      | 1        | 0       | 0           | 0          | -        | -        | -           | -          | -            | -            | -            | -            | 1        | 0      | 0           | 0          |
| L. Chichizola     | 42       | -40     | 1           | 0          | 1        | -2       | 0           | 0          | 1            | -2           | 0            | 0            | 44       | -44    | 1           | 0          |
| J. Cisotti        | 22       | 1       | 2           | 1          | -        | -        | -           | -          | -            | -            | -            | -            | 22       | 1      | 2           | 1          |
| P. Ciurria        | 1        | 0       | 0           | 0          | -        | -        | -           | -          | 2            | 0            | 0            | 0            | 3        | 0      | 0           | 0          |
| N. Datković       | 25       | 3       | 6           | 0          | -        | -        | -           | -          | 2            | 0            | 1            | 0            | 27       | 3      | 7           | 0          |
| F. De Col         | 19       | 0       | 3           | 0          | -        | -        | -           | -          | 2            | 1            | 1            | 0            | 21       | 1      | 4           | 0          |
| M. de las Cuevas  | 13       | 1       | 1           | 0          | 1        | 0        | 0           | 0          | -            | -            | -            | -            | 14       | 1      | 1           | 0          |
| O. Ebagua         | 13       | 3       | 2           | 0          | -        | -        | -           | -          | 2            | 1            | 1            | 0            | 15       | 4      | 3           | 0          |
| R. Gagliardini    | 14       | 1       | 0           | 0          | -        | -        | -           | -          | -            | -            | -            | -            | 14       | 1      | 0           | 0          |
| N. Giannetti      | 26       | 7       | 3           | 1          | 1        | 0        | 0           | 0          | -            | -            | -            | -            | 27       | 7      | 3           | 1          |
| Juande            | 28       | 0       | 8           | 0          | 1        | 0        | 0           | 0          | 2            | 0            | 1            | 0            | 31       | 0      | 9           | 0          |
| Z. Kvržić         | 16       | 1       | 2           | 0          | 1        | 0        | 0           | 0          | -            | -            | -            | -            | 17       | 1      | 2           | 0          |
| A. Luna Rodríguez | 4        | 0       | 0           | 1          | -        | -        | -           | -          | -            | -            | -            | -            | 4        | 0      | 0           | 1          |
| N. Madonna        | 7        | 0       | 2           | 0          | -        | -        | -           | -          | -            | -            | -            | -            | 7        | 0      | 2           | 0          |
| F. Migliore       | 32       | 1       | 10          | 2          | 1        | 0        | 0           | 0          | 2            | 0            | 0            | 0            | 35       | 1      | 10          | 2          |
| M. Miloš          | 30       | 0       | 5           | 0          | 1        | 0        | 0           | 0          | -            | -            | -            | -            | 31       | 0      | 5           | 0          |
| Nenê              | 16       | 4       | 5           | 0          | 1        | 0        | 0           | 0          | -            | -            | -            | -            | 17       | 4      | 5           | 0          |
| T. Nocchi         | -        | -       | -           | -          | -        | -        | -           | -          | 1            | 0            | 0            | 0            | 1        | 0      | 0           | 0          |
| F. Piccolo        | 30       | 1       | 4           | 0          | 1        | 0        | 0           | 0          | -            | -            | -            | -            | 31       | 1      | 4           | 0          |
| P. Sammarco       | 8        | 0       | 1           | 0          | -        | -        | -           | -          | 2            | 0            | 1            | 0            | 10       | 0      | 2           | 0          |
| P. Schiattarella  | 13       | 0       | 1           | 0          | -        | -        | -           | -          | 2            | 0            | 0            | 0            | 15       | 0      | 1           | 0          |
| A. Stevanović     | 9        | 1       | 0           | 0          | -        | -        | -           | -          | -            | -            | -            | -            | 9        | 1      | 0           | 0          |
| N. Valentini      | 24       | 2       | 6           | 0          | 1        | 0        | 0           | 0          | -            | -            | -            | -            | 25       | 2      | 6           | 0          |
| D. Čanađija       | 14       | 1       | 3           | 0          | -        | -        | -           | -          | -            | -            | -            | -            | 14       | 1      | 3           | 0          |
| A. Čulina         | 6        | 1       | 0           | 0          | -        | -        | -           | -          | 2            | 0            | 0            | 0            | 8        | 1      | 0           | 0          |
| M. Šitum          | 26       | 5       | 3           | 0          | 1        | 0        | 0           | 0          | -            | -            | -            | -            | 27       | 5      | 3           | 0          |